# Dragutin Mitić
Pour les articles homonymes, voir MITIC.
Dragutin Mitić (16 septembre 1917 - 27 août 1986) est un joueur de tennis yougoslave.

## Palmarès

### Titre en double mixte
| No | Date       | Nom et lieu du tournoi         | Catégorie | Surface      | Partenaire      | Finalistes                     | Score         |          |
| -- | ---------- | ------------------------------ | --------- | ------------ | --------------- | ------------------------------ | ------------- | -------- |
| 1  | 02-06-1938 | Internationaux de France Paris | G. Chelem | Terre (ext.) | Simonne Mathieu | Nancye Wynne Christian Boussus | 2-6, 6-3, 6-4 | Parcours |

## Parcours en Grand Chelem
- Internationaux de France (Roland-Garros) : quart de finale en 1938, 1946 et 1949 ; huitième de finale en 1939 et 1948